# 오노 나나
오노 나나(일본어: 小野 奈菜, 1999년 5월 1일 ~ )는 일본의 여자 축구 선수이다.

## 구단 경력
2022년 나데시코 리그의 앙쥬 비올레 히로시마에 입단하였다. 2023년 요코하마 FC 시걸스로 이적했다. 8월 WE리그의 노지마 스텔라 가나가와 사가미하라로 이적했다.

## 국가대표팀 경력
그녀는 2016년 FIFA U-17 여자 월드컵에 참가할 일본 U-17 국가대표팀에 발탁되었으며, 2경기에 출전, 준우승에 기여했다. 2018년 FIFA U-20 여자 월드컵에 참가할 일본 U-20 국가대표팀에도 발탁되었다.